# Трофимов, Владимир Григорьевич
Влади́мир Григо́рьевич Трофи́мов (23 августа 1951 — 8 ноября 2022) — советский и российский дипломат. Чрезвычайный и полномочный посланник 1 класса (2003).

## Биография
Окончил МГИМО МИД СССР (1974). На дипломатической работе с 1978 года. Владеет английским, французским и арабским языками.
- В 1981—1984 годах — третий, второй секретарь Посольства СССР в Мавритании.
- В 1998—2002 годах — советник-посланник Посольства России в Тунисе.
- С ноября 2002 по октябрь 2006 года — заместитель директора Департамента Ближнего Востока и Северной Африки МИД России.
- С 18 октября 2006 по 18 августа 2010 года — чрезвычайный и полномочный посол России в Йемене[1][2].
- С 21 марта 2011 по 2016 год — главный советник Департамента Ближнего Востока и Северной Африки МИД России.

Скончался 8 ноября 2022 года.

## Дипломатический ранг
- Чрезвычайный и полномочный посланник 2 класса (25 декабря 2000)[4].
- Чрезвычайный и полномочный посланник 1 класса (25 июля 2003)[5].

## Награды и почётные звания
- Почётный работник Министерства иностранных дел Российской Федерации (2014)[6].